# Ares IV

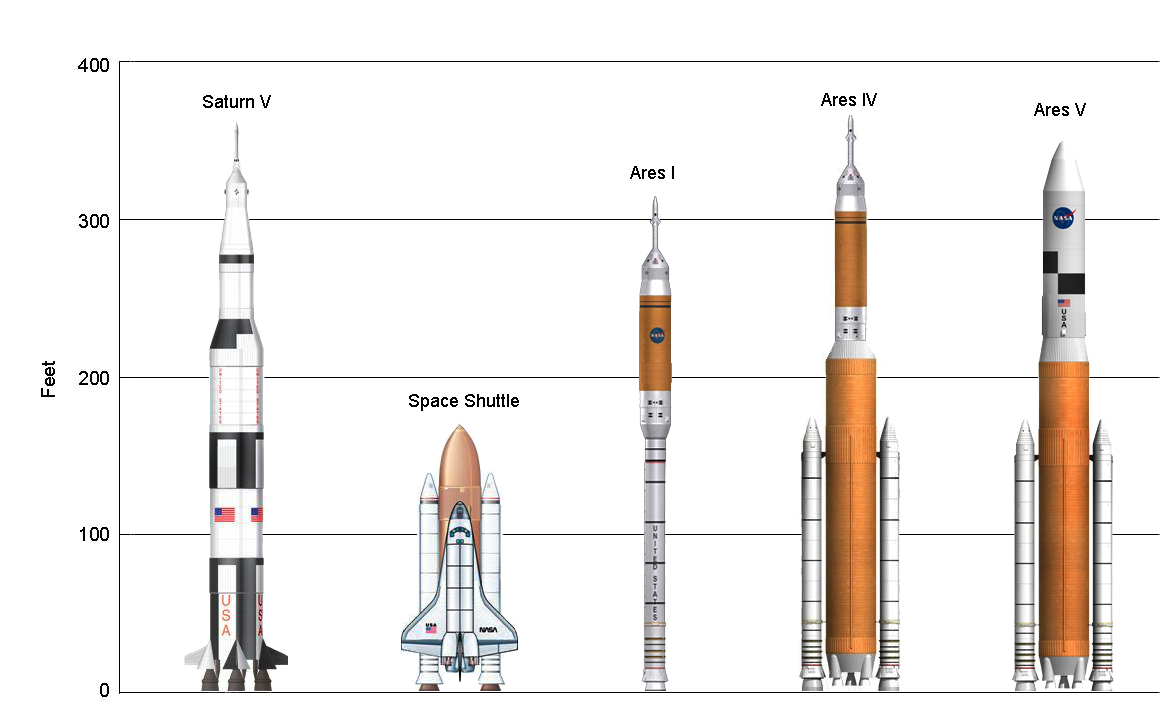
Od lewej: Saturn V, STS, Ares I, Ares IV (w wersji załogowej) oraz Ares V

Ares IV – wchodzący w skład programu Constellation projekt rakiety nośnej, która mogłaby wynosić na orbitę okołoziemską zarówno statek kosmiczny Orion jak i ciężkie ładunki m.in. lądownik księżycowy Altair.
Rakieta, a właściwie jej projekt, znany jest tylko z nieoficjalnych informacji. NASA nie wydała oficjalnego oświadczenia prac nad trzecią rakietą programu Constellation.
Ares IV miał składać się z pierwszego stopnia rakiety Ares V oraz górnego Ares I. Ares IV miał zastąpić rakiety Ares V w misjach księżycowych. W takich misjach mogłyby brać udział dwie takie rakiety Ares IV – jedna przystosowana do transportu LSAM, druga zaś miałaby wynieść Oriona na orbitę okołoksiężycową. Celem projektu miało być wyeliminowanie potencjalnego niebezpieczeństwa, jakie wiązało się z tym, że paliwo w górnym stopniu Ares V (EDS) musiało być trzymane w bardzo niskiej temperaturze. Mogło to spowodować w przypadku misji na Księżyc, że jeśli Ares I opóźni się ze startem, gdy Ares V będzie już na orbicie, paliwo w EDS ulegnie przegrzaniu. Oznaczałoby to katastrofę dla całej misji. Dlatego NASA chciała zastąpić silniki górnego stopnia Ares I (wykorzystywanym jako górny stopień Ares IV) alternatywnym rozwiązaniem. Standardowo zarówno EDS, jak i górny stopień Ares I miały być napędzanie tym samym silnikiem (silnik J-2X) na paliwo kriogeniczne.